# 中国科学院上海分院
中国科学院上海分院（CAS Shanghai Branch）是中国科学院的派出机构，正式成立于1958年11月。

## 历史沿革
- 1950年3月，中科院在上海成立华东办事处。
- 1955年1月，华东办事处更名为上海办事处。
- 1958年11月，中国科学院上海分院正式成立。
- 1963年10月，更名中国科学院华东分院，兼管设在华东六省的院属研究机构。
- 1977年11月，恢复成立中国科学院上海分院，加挂上海科学院牌子。
- 1987年7月，上海科学院单设编制，从上海分院划出，受上海市领导。

## 研究单位
- 中国科学院上海微系统与信息技术研究所
- 中国科学院上海硅酸盐研究所
- 中国科学院上海光学精密机械研究所
- 中国科学院上海应用物理研究所
- 中国科学院上海技术物理研究所
- 中国科学院上海有机化学研究所
- 中国科学院上海营养与健康研究所
- 中国科学院分子细胞科学卓越创新中心/生物化学与细胞生物学研究所
- 中国科学院脑科学与智能技术卓越创新中心/神经科学研究所
- 中国科学院分子植物科学卓越创新中心/植物生理生态研究所
- 中国科学院上海天文台
- 中国科学院上海药物研究所
- 中国科学院上海巴斯德研究所
- 中国科学院福建物质结构研究所
- 中国科学院宁波材料技术与工程研究所
- 中国科学院城市环境研究所
- 中国科学院上海高等研究院
- 中国科学院微小卫星创新研究院
- 中国科学院声学研究所东海研究站

## 历任院长
- 江绵恒
- 朱志远[1]